# Adolf Würth (Mediziner)

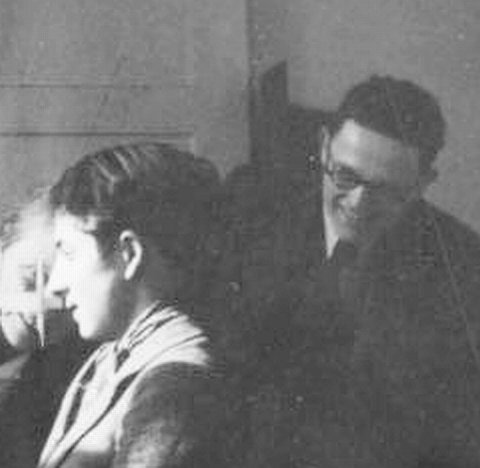
Adolf Würth (im Hintergrund) bei einer Schädelmessung am Kopf, 1938

Adolf Ludwig Würth (* 16. Mai 1905 in Bonndorf; † 1997) war ein Anthropologe, Tsiganologe („Zigeunerforscher“) und nationalsozialistischer Rassentheoretiker an der Rassenhygienischen Forschungsstelle (RHF). Seine Arbeit führte zu Rassegutachten, welche die Grundlage des Porajmos im Dritten Reich waren. Er begutachtete auch bei Deportationen. Nach 1945 arbeitete er beim Statistischen Landesamt Baden-Württemberg.

## Jugend und Aufnahme des Studiums
Adolf Würth stammte aus einer Kaufmannsfamilie, die in Bonndorf im Schwarzwald beheimatet war. Sein Abitur legte er im März 1925 am Berthold-Gymnasium Freiburg ab. Anschließend studierte er Medizin, Anthropologie, Ethnologie und Biologie, zunächst fünf Semester an der Albert-Ludwigs-Universität Freiburg, dann vier Semester an der Friedrich-Wilhelms-Universität Berlin. Durch den Tod der Eltern 1926 und 1930 musste er sein Studium unterbrechen.

## Assistent bei Eugen Fischer und Promotion

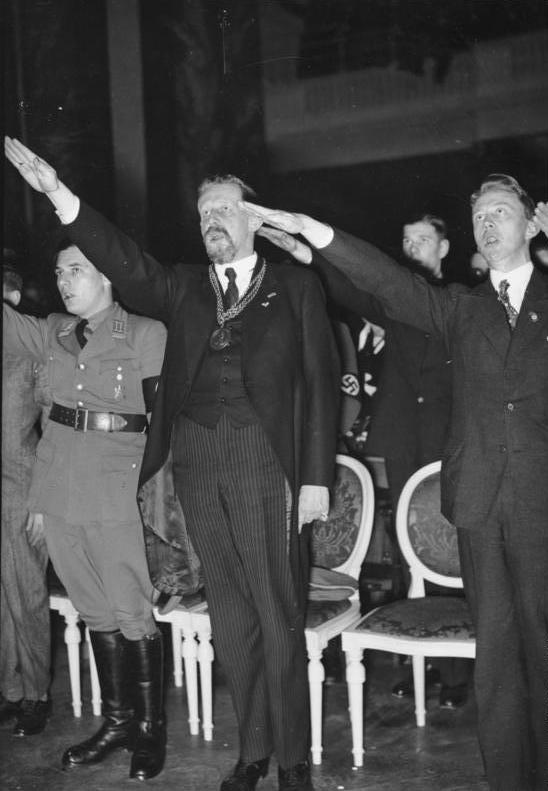
Eugen Fischer (Mitte) während einer Kundgebung an der Berliner Universität 1934.

Ab 1931 arbeitete Würth als Doktorand und Assistent bei dem Mediziner, Anthropologen und Erbbiologen Eugen Fischer. Er wohnte in Fischers Privathaus als eine Art Nachtwächter. Würth forschte in einer Arbeitsgruppe die an Problemen der Erblichkeit und Bildung von Handlinien und Fingerkuppenmustern des in Berlin-Dahlem gelegenen Kaiser-Wilhelm-Instituts für Anthropologie, menschliche Erblehre und Eugenik. Diese Forschung hatte praktische Bedeutung für die Zwillingsdiagnostik, Rassen- und Vaterschaftsgutachten. Für seine Dissertation untersuchte er menschliche Embryonen unter dem Gesichtspunkt der Entstehung der Beugefurchen der menschlichen Hohlhand. Der Erstkorrektor seiner Dissertation war Paul Degener.
In seiner 1937 erfolgten Promotionsprüfung wurde er auch von Fischer über „Judengesetzgebung“, „Sterilisationsgesetzgebung“ und die biologische Begründung des Führerprinzips geprüft. Die Prüfer bescheinigten ihm, dass er die nationalsozialistische Weltanschauung aus eigener Überlegung vertreten und verteidigen könne.

## Weg zu Ritter und der „Zigeunerforschung“

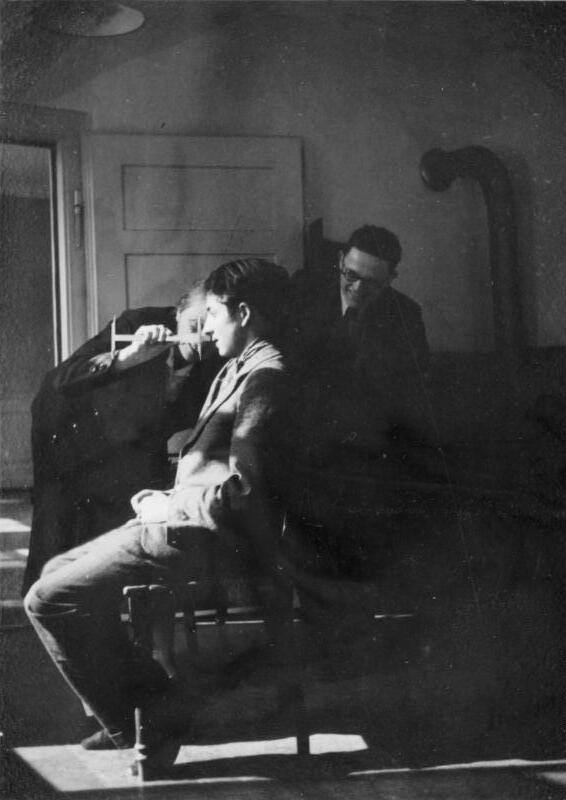
Adolf Würth mit Eva Justin beim Vermessen (Bild der RHF)

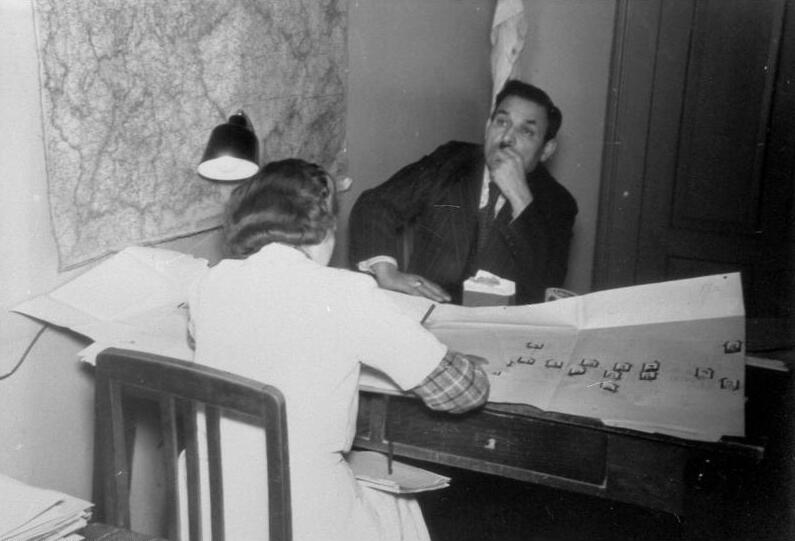
„Zigeunergenealogie“ der Rassenhygienischen Forschungsstelle (Bild der RHF)

Bereits 1931 oder 1932 muss sich Würth erstmals mit „Zigeunern“ beschäftigt haben.
Nach einem Gespräch mit dem Rassentheoretiker Robert Ritter und Hans Reiter, dem Leiter des Reichsgesundheitsamtes, ging er im August 1936 als Mitarbeiter zu Ritter nach Tübingen.
1936 zog Ritters Rassenhygienische Forschungsstelle nach Berlin, da das Reichsgesundheitsamt keine Außenstellen haben wollte. Würth arbeitete zu diesem Zeitpunkt schon an den württembergischen „Zigeunerakten“ der Kripo in Stuttgart, die sehr „brauchbares Material“ besaß. Diese Akten ließen sich auch genealogisch auswerten, da die Standesämter und Kirchenämter in Württemberg Familienregister für Nichtsesshafte geführt hatten.
Post wurde ihm aus Berlin über die Kriminalpolizeistelle zugeschickt, so dass er auch seine Promotionsurkunde auf diesem Weg erhielt. Würth wurde nun Regierungsrat.

### „Bemerkungen zur Zigeunerfrage und Zigeunerforschung“ (1937)
Es ist nur ein einschlägiges Referat Würths zur „Zigeunerfrage“ auf einer wissenschaftlichen Fachtagung bekannt. Auf einer Tagung der Deutschen Gesellschaft für Rassenforschung im September 1937 erklärte er:
„Die Zigeunerfrage ist für uns heute in erster Linie eine Rassenfrage. So wie der nationalsozialistische Staat die Judenfrage gelöst hat, so wird er auch die Zigeunerfrage grundsätzlich regeln müssen. Der Anfang ist ja schon gemacht. In den Durchführungsverordnungen der Nürnberger Gesetze zum Schutze des deutschen Blutes werden die Zigeuner den Juden hinsichtlich des Eheverbotes gleichgestellt.“ Würth stellte die Frage, ob „das, was wir als Zigeuner bezeichnen, nur ein Sammelbegriff für alles herumziehende, bettelnde verwahrloste und asoziale und kriminelle Gesindel“ sei, und fügte hinzu: „Um diese Frage beantworten zu können, gibt es zwei Wege. Man versucht genealogisch-historisch den Abstammungsnachweise für jeden heute lebenden sog. Zigeuner zu erbringen und 2. durch Anwendung anthropometrischer Methoden die Rassenkomponenten zu analysieren.“
Mit diesen Methoden sei man in der Lage, „von fast sämtlichen in Württemberg, Hohenzollern, Baden, Hessen und in der Pfalz lebenden Zigeunern Vorfahrentafeln aufzustellen, aus denen wir ersehen, ob wir es mit vorwiegend reinen Zigeunern oder mit Mischlingen der verschiedenen Grade und Kombinationen zu tun haben.“ Würth endete: „Die Rassenbiologische Zigeunerforschung ist die unbedingte Voraussetzung für eine endgültige Lösung der Zigeunerfrage. Die Lösung dient dem großen Ziel, das Blut des deutschen Volkes vor dem Eindringen fremdrassigen Erbgutes zu schützen und zu verhindern, daß die weitverbreitete Mischlingspopulation sich immer stärker vermehrt.“
In der zweiten gedruckten Quelle über den Vortrag von 1937 wurde Würth noch deutlicher: Es gehe darum, die „Mischlingspopulation […] zu verkleinern, ja ganz zum Verschwinden zu bringen“.
Würth trug inhaltlich vor allem das Modell Ritters vor. Er war weniger ein Theoretiker der „Zigeunerforschung“ und „Bastardbiologie“ als eher ein Erfassungspraktiker.

### Würths Erfassung von „Zigeunern“ (1936–1938)
In den erhaltenen Akten der Rassenhygienischen Forschungsstelle finden sich Listen mit Datum und Bearbeiter einzelner Orte. Die Listen für Würth zeigen, wie in der Tabelle zusammengestellt, eine intensive Erfassungsarbeit von ca. 900 Personen im Zeitraum September 1936 bis September 1938, vor allem im südwestdeutschen Raum.
Die erste Erfassungsarbeit Würths im September 1936 in einem Gefängnis fand vor der Gründung der Rassenhygienischen und Kriminalbiologischen Forschungsstelle des Reichsgesundheitsamtes im November 1936 statt.
| Datum               | Ort                                                                         | Anzahl der Personen |
| ------------------- | --------------------------------------------------------------------------- | ------------------- |
| 26. September 1936  | Gefängnis                                                                   | 2                   |
| Februar 1937        | Weil i. Sch.                                                                | 8                   |
| März 1937           | Herbertingen                                                                | 2                   |
| März 1937           | Steinhofen                                                                  | 13                  |
| März 1937           | Lomersheim                                                                  | 6                   |
| März 1937           | Magstadt                                                                    | 8                   |
| März 1937           | Markgröningen                                                               | 3                   |
| März 1937           | Mergentheim                                                                 | 10                  |
| März 1937           | Benningen                                                                   | 4                   |
| März 1937           | Buchau                                                                      | 5                   |
| März 1937           | Sindelfingen                                                                | 7                   |
| 3. März 1937        | Renningen                                                                   | 4                   |
| April 1937          | Ravensburg                                                                  | 40                  |
| Juli 1937           | Freiburg                                                                    | 15                  |
| 13. Dezember 1937   | Berlin (Forschungsstelle)                                                   | 1                   |
| Januar/Februar 1938 | Heidelberg                                                                  | 17                  |
| Januar 1938         | Mannheim                                                                    | 45                  |
| März 1938           | Stuttgart                                                                   | 89                  |
| März 1938           | Tübingen                                                                    | 10                  |
| März 1938           | Reutlingen                                                                  | 20                  |
| März 1938           | Gmünd                                                                       | 2                   |
| März/April 1938     | Gotteszell                                                                  | 5                   |
| April 1938          | Karlsruhe                                                                   | 80                  |
| 19. Mai 1938        | Berlin (Forschungsstelle)                                                   | 1                   |
| Juni 1938           | Heilbronn                                                                   | 10                  |
| Juni 1938           | Schorndorf                                                                  | 10                  |
| Juni 1938           | Renningen                                                                   | 8                   |
| 18. Juni 1938       | Nagold                                                                      | 3                   |
| 20. Juni 1938       | Möhringen                                                                   | 2                   |
| 22. Juni 1938       | Tübingen                                                                    | 4                   |
| Juni/Juli 1938      | Gefängnisse (Horb, Rottweil, Schwäbisch Hall, Eßlingen am Neckar, Tettnang) | 17                  |
| Juni/Juli 1938      | Magstadt                                                                    | 9                   |
| Juli 1938           | Singen                                                                      | 11                  |
| Juli 1938           | Ravensburg                                                                  | 35                  |
| Juli 1938           | Welzheim                                                                    | 9                   |
| 1. Juli 1938        | Weil i. Sch.                                                                | 5                   |
| 18. Juli 1938       | Engen                                                                       | 1                   |
| 30. Juni 1938       | Sindelfingen                                                                | 1                   |
| Juli 1938           | Friedrichshafen-Spaltenstein                                                | 13                  |
| Juli–August 1938    | „Landstraße“ in Oberschwaben und Nordbaden                                  | 247                 |
| August 1938         | Herbolzheim                                                                 | 9                   |
| August 1938         | Freiburg                                                                    | 13                  |
| 13. August 1938     | Rastatt                                                                     | 8                   |
| 14. August 1938     | Muggensturm                                                                 | 10                  |
| 16. August 1938     | Karlsruhe                                                                   | 71                  |
| 25. August 1938     | Nendingen                                                                   | 1                   |
| 9. September 1938   | Berlin (Forschungsstelle)                                                   | 2                   |

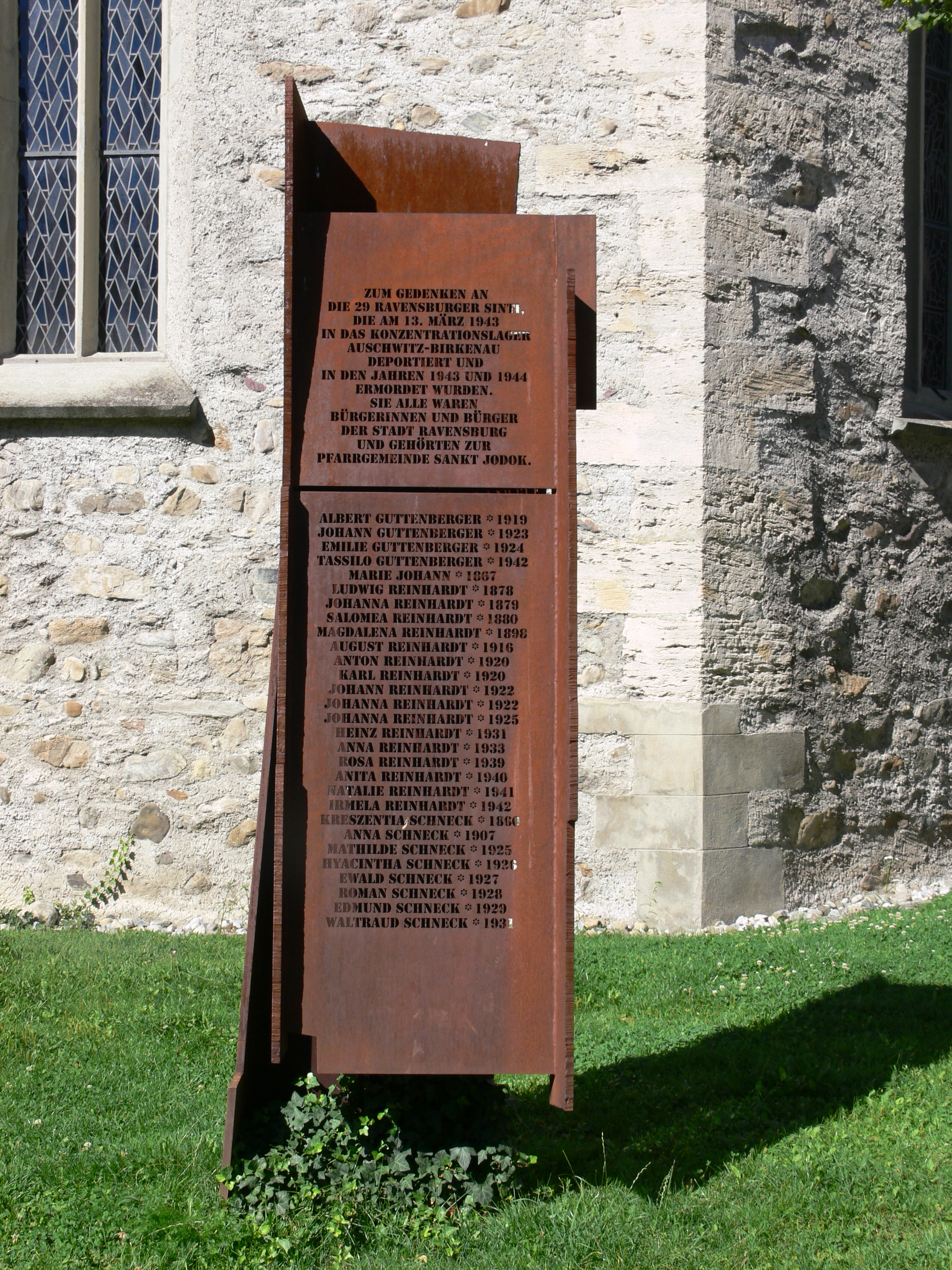
Ravensburg, Mahnmal zum Gedenken an die 29 in Auschwitz ermordeten Sinti aus Ravensburg

Die Mergentheimer 'Untersuchung' im März 1937 ist nachweislich mit der „Aktion Arbeitsscheu Reich“ Mitte Juni 1938 verbunden, bei der „mindestens 200 männliche arbeitsfähige Personen (Asoziale)“ pro Kriminalpolizeileitstelle festgenommen und in einem KZ inhaftiert werden sollten. Diese „Aktion“ umfasste als Zielgruppe auch „Zigeuner“ und „nach Zigeunerart umherziehende Personen“. Sie überschnitt sich zwar zeitlich mit Würths Erhebungen; jedoch lagen zwischen der Untersuchung eines Mergentheimer Sinto im März 1937 und seiner Verschleppung im Juni 1938 fast 15 Monate. Später würde diese zeitliche Lücke enger.
Einer der in Württemberg im Juni 1938 Verhafteten und in das Konzentrationslager Dachau Verschleppten war also nachweislich bereits im Jahr zuvor, am 21. März 1937, in Bad Mergentheim von Würth ‚untersucht‘ worden. Ihn hatte das Württembergische Landjägerkorps in Mergentheim schon am 20. Januar 1937 – nach der Aufforderung der Kriminalpolizeileitstelle Stuttgart zur „Meldung von Zigeunerfamilien“ – nach Stuttgart gemeldet. Wenige Wochen nach der Untersuchung des Mergentheimer Sinto im März 1937 durch Würth meldete ihn am 2. Juni 1937 auch die Mergentheimer Stadtpolizei nach Stuttgart, und zwar dieses Mal aufgrund der Aufforderung der Kriminalpolizeileitstelle Stuttgart zur „Meldung von jenischen Sippen“; allerdings ist er in dieser zweiten Meldung als „Zigeuner“ bezeichnet. Erst über ein Jahr später, am 17. Juni 1938 wurde der Mergentheimer Sinto von der Stadtpolizei verhaftet. Er ist im Zugangsbuch des KZ Dachau eingetragen worden am 27. Juni 1938, unter der Nr. 17635.
War also die zeitliche Lücke zwischen der 'Untersuchung' des Mergentheimer Sinto durch Würth im März 1937 und der polizeilichen „Aktion Arbeitsscheu Reich“ im Juni 1938 mit 15 Monaten ziemlich groß, so schloss sie sich im Sommer 1938 bei der sogenannten „Kettenabschiebung“ von Sinti aus Nordbaden in Richtung Bayern. Am 6. August 1938 'untersuchte' Würth Sinti die im nordbadischen Treschklingen arbeiteten, und kaum eine Woche später: am 10. August, wurden die Sinti von dort durch die Polizei Richtung Bayern weggeschafft. Hinter dem Eintrag „Landstraße“ von Juli bis August 1938 in den „Arbeitsberichten“ von Würth steht im Folgenden also die Erfassung von 247 namentlich genannten Personen in zahlreichen kleinen Ortschaften vor allem in Oberschwaben und Nordbaden. Besonders für die nordbadischen Orte Babstadt, Daisbach, Rappenau, Treschklingen und Zimmerhof lässt sich dabei ein engster zeitlicher Zusammenhang der 'Untersuchung' durch Würth mit der polizeilichen „Kettenabschiebung“ erweisen. In Nordbaden begleitete Würth offenbar nicht nur polizeiliche Razzien, sondern er wusste wahrscheinlich über die bevorstehende „Kettenabschiebung“ Bescheid und 'untersuchte' auf deren Termin hin. Nutzte er die damit verbundene polizeiliche Überwachung der Sinti zu seinen 'Untersuchungen' aus, oder nannte er sogar der Polizei die aufgrund seiner 'Untersuchungen' zu deportierenden Sinti als „Zigeuner“ oder „Zigeunermischlinge“?
Die Orte der „Landstraße“ sind bzw. waren: Asch, Babstadt, Daisbach, Dettlingen, Güglingen, Hattingen, Kirchheim, Markgröningen, „Markund“, Nendingen, Neuenheim bei Heidelberg, Oberndorf, Rappenau, Rippoldsau, Treschklingen, Trossingen-Tuningen, Tuttlingen, Villingendorf, „Vollingen“, Wildes Ried (am Federsee oder bei Winterstettendorf), „Wutzach“ (vermutlich: Bad Wurzach) und Zimmerhof (zwischen Bad Rappenau und Heinsheim).
Ein weiteres Beispiel für das Schicksal der von Würth Erfassten sind Mitglieder einer Sintifamilie, die er am 12. und 13. April 1938 in Karlsruhe genealogisch und rassenkundlich erfasste. Sie wurden am 16. Mai 1940 aus Mainz deportiert, im „Sammellager“ wiederum von ihm begutachtet und von der Polizei ins Generalgouvernement weiterdeportiert. Die beiden Urgroßeltern starben 1942 in den Konzentrationslagern Dachau und Ravensbrück. Drei Enkel wurden im Mai 1943 ins „Zigeunerfamilienlager“ Auschwitz eingeliefert, wo zwei dem Völkermord zum Opfer fielen.

### Widerstand gegen Würth in Schorndorf
Als Würth am 2. April 1938 in Schorndorf eintraf, wehrte sich Anton Guttenberger entschieden gegen die vorgesehenen Untersuchungen seiner Familie. In einer Meldung an den Schorndorfer Bürgermeister heißt es:
„Guttenberger weigert sich, sich untersuchen zu lassen mit folgender Begründung: ‚Er und seine Familie seien keine Zigeuner, auch wenn sie Zigeuner wären, ließen sie sich nicht rassenkundlich untersuchen, da es hierfür kein Gesetz gebe‘ … Dr. Würth erklärt, dass seine weiteren Untersuchungen in Württemberg durch die Weigerung des Guttenberger in Frage gestellt seien, da auch andere Zigeuner in anderen Orten sich auf das Beispiel des Guttenbergers berufen werden.“
Würth erschien im Juli 1938 erneut in Schorndorf und erfasste 9 Mitglieder der Familie; Anton Guttenberger war nicht darunter.
1939 mussten die Familienmitglieder eine Erklärung unterschreiben: „Es ist mir heute eröffnet worden, daß ich meinen Wohnsitz oder jeweiligen Aufenthaltsort ohne Genehmigung nicht verlassen darf, widrigenfalls werde ich wegen Verstoßes gegen Ziff. 1 des Erl. des Reichssicherheitshauptamtes vom 17. Oktober 1939 in ein Konzentrationslager eingewiesen.“
Die Weigerung Anton Guttenbergers konnte die Deportation nicht verhindern. Als „Zigeunermischlinge“ eingestuft, wurden er und seine Familie im März 1943 nach Auschwitz deportiert, wo die meisten Angehörigen ermordet wurden. An die Familie erinnern seit Oktober 2008 Stolpersteine vor dem ehemaligen Wohnhaus.

### Die Begutachtung des Hitlerattentäters Georg Elser (1939)
Ritter arbeitete schon 1936 eng mit Arthur Nebe zusammen, bei Besprechungen war Würth oft anwesend. Nebe war seit 1937 der Chef des Reichskriminalpolizeiamtes (Amt V des Reichssicherheitshauptamtes). Nebe benötigte Ritters kriminalbiologische Kompetenz und Ritter Nebes nationalsozialistische Protektion.
Auf Auftrag Nebes untersuchte Würth Georg Elser, der am 8. November 1939 ein Attentat auf Adolf Hitler verübt hatte. Nebe habe nach Angaben von Würth vermutet, Elser sei ein „Zigeuner“. Würth überbrachte gemeinsam mit Eva Justin persönlich die Nachricht, dass Elser kein Zigeuner sei.

### Würths Vorbereitung und Mitwirkung an der Maideportation 1940

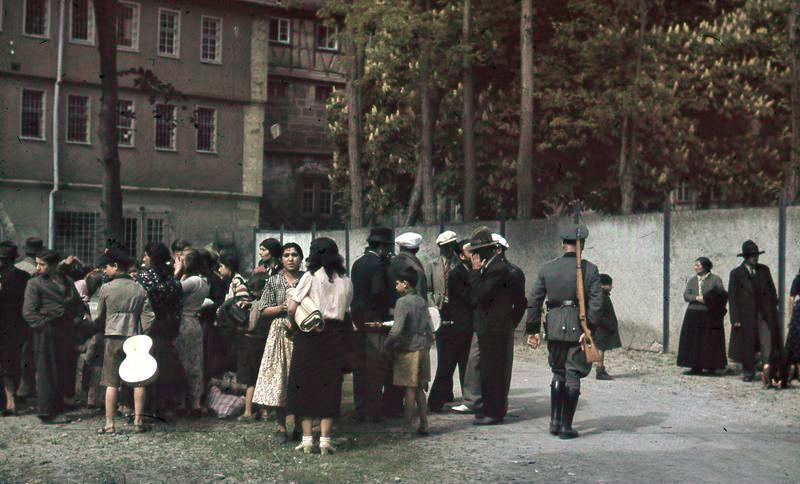
Deportation Mai 1940, Sinti unter Polizeibewachung in der Festung Hohenasperg (Bild der RHF)

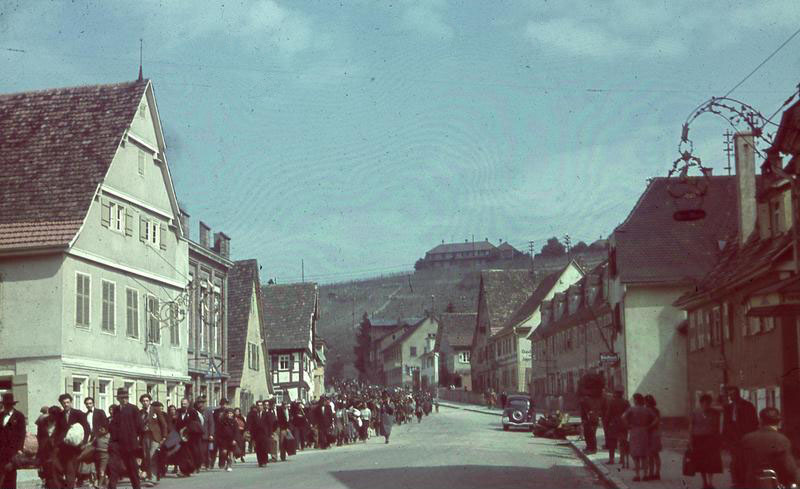
Deportation Mai 1940, Sinti werden von der Polizei durchs Dorf Richtung Bahnhof geführt (Bild der RHF)

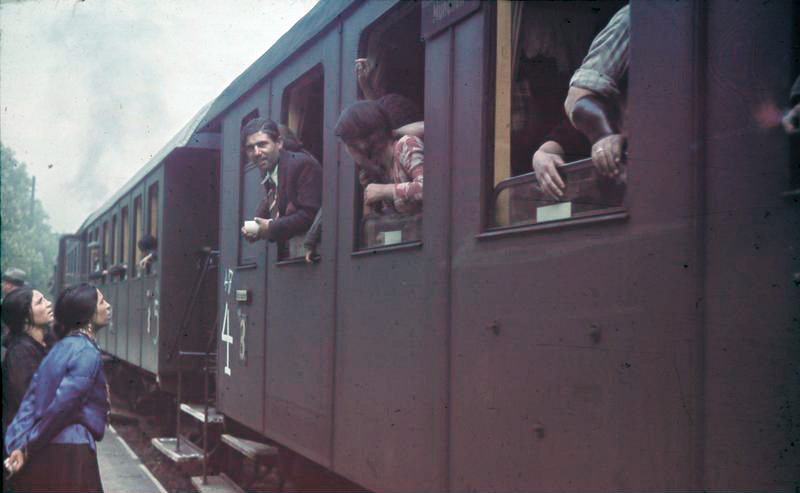
Deportation Mai 1940, Zug ins Generalgouvernement (Bild der RHF)

Nach dem Überfall auf Polen fand am 21. September 1939 in Berlin eine Leiterkonferenz des RSHA über die künftige Rassenpolitik statt. Bei dieser oder anderen Besprechungen des Herbstes 1939 im RSHA war u. a. Würth als Vertreter des RHF beteiligt. Auf Anregung der RHF sei aus praktischen Erwägungen die Deportation ins Frühjahr 1940 verschoben worden.
Ab Oktober 1939 wurde vom Reichskriminalpolizeiamt eine „Zigeunererfassung“, d. h. Listen zusammengestellt, die die Deportation ermöglichen sollte. Den Anlass und Vorwand zu der am 16. Mai 1940 begonnenen Deportation von reichsweit ca. 2500 Sinti und Roma von der Westgrenze boten rassistische Vorstellungen, u. a. der Verdacht auf Spionage. Der Angriff auf Frankreich begann am 10. Mai 1940. In der Nacht vom 15. auf den 16. Mai 1940 wurden auch in Rheinhessen, Hessen und der Pfalz ca. 500 Sinti und Roma von der Polizei verhaftet und über das Sammellager Festung Hohenasperg ins Generalgouvernement deportiert.
Würth untersuchte in einem der reichsweit drei „Sammellager“ der Maideportation die Familien mit Kindern, Neugeborenen und hochbetagten Greisen auf Grundlage der Karteien der Rassenhygienischen Forschungsstelle. Das Erscheinen Würths am 18. Mai in der Haftanstalt Hohenasperg war laut Polizeibericht nötig geworden, weil der Polizeileitstelle in Frankfurt die ortspolizeilichen Listen nicht vorlagen, die zu evakuierende Grenzzone war kurzfristig erweitert worden. Das Reichskriminalpolizeiamt Berlin wurde durch ein dringendes Staatsgespräch verständigt und um einen Sachverständigen gebeten. Würth sagte sein Kommen zu. „Nach Angaben von Dr. Wirth (sic!) liegen die ortspolizeilichen Listen noch in Berlin. Ihm selbst war überhaupt nicht bekannt, daß aus dem Bereich der Leitstelle Frankfurt a. M. Zigeuner für eine Umsiedlung in Frage kamen.“ Er „ging sofort an die Begutachtung der von der Kripostelle Darmstadt eingelieferten Zigeuner. Zu diesem Zweck hatte er seine Kartei für die Kripostelle Darmstadt mitgebracht.“ Die Kripostelle Darmstadt war Frankfurt und Mainz übergeordnet.
Nur 22 Personen wurden von Würth als „Nicht-Zigeuner“ eingestuft und nach Hause geschickt. Nach dem Bericht der Polizei über die Deportation hatte er „anfänglich noch weitere Personen“ „beanstandet“, da aber „der Adam Müller mit einer Z. verheiratet ist und er keinesfalls in der Lage ist, seine deutschblütige Abstammung nachzuweisen, wurde er auch als Z.M. bezeichnet und evakuiert.“
Würth konnte, nach eigenen Angaben in einem Interview in den 80er Jahren, auch organisatorische Details der Deportation „verbessern“, etwa, dass die Deportierten sich im Hof statt in Zellen aufhalten durften, oder die Reihenfolge, in der „das Verladen“ (Würth) in den Zug zu erfolgen hatte. Im Deportationsbericht der Polizei wurden solche Verbesserungen, die einen reibungslosen Ablauf ermöglichen sollten, detailliert diskutiert. Würth gab, zu seiner Entlastung in den 80er Jahren, an, dass ihm ein die Deportation begleitender Polizist nach 1945 erzählte habe, die Sinti hätten auf offener Strecke im Generalgouvernement aussteigen müssen und seien also nicht ins KZ eingewiesen worden. Die „Zigeuner“ hätten am Hohenasperg unterschreiben müssen, dass sie nach Deutschland nicht zurückkehren würden. Natürlich, so Würth, seien später einzelne Sinti im Reichsgebiet aufgetaucht. Richtig ist, dass etwa 490 Personen bei Jedrzejew zunächst ausgesetzt, dann zur Zwangsarbeit in Steinbrüchen, beim Straßenbau und in der Rüstungsindustrie gepresst und schließlich im Ghetto von Radom interniert wurden, wo 1942 eine Typhusepidemie grassierte, der viele zum Opfer fielen. Dass Würth von einzelnen im Reichsgebiet aufgegriffenen „Zigeunern“ erfahren konnte, belegt die enge Vernetzung der „Zigeunerexperten“ aus dem Reichsgesundheitsamt mit Polizei und RSHA. Rosa Wiegand, die im Mai 1940 aus Worms über den Hohenasberg deportiert wurde, flüchtete in Polen, wurde 1941 in Wiesbaden erneut verhaftet und ins KZ Ravensbrück eingeliefert.

## Nach der Einberufung zur Wehrmacht
Würth wurde nach eigenen Angaben eingezogen und als Fahrer und Schreibkraft bei der Waffenstillstandskommission im französischen Bourges eingesetzt. Bis fast zum Kriegsende sei er in Frankreich geblieben.
1941 sollten alle „Zigeuner“ aus der Wehrmacht entlassen werden. Würth fand die getroffene Reglung unzureichend und bemühte sich während eines Urlaubes um eine bessere Lösung mit der zuständigen Stelle. Die Betroffenen sollten sich – so Würth – ursprünglich freiwillig melden. Er klärte die Oberste Heeresleitung dann auf, dass verdächtige Personen über das Reichskriminalpolizeiamt an das Reichsgesundheitsamt zu melden seien, wo „wir“ (= Forschungsstelle) alles Material über „Zigeuner“ haben.
Nach Auskunft Würths scheiterte ein Antrag Ritters ihn UK, d. h. unabkömmlich zu stellen. Ritter habe den Fehler gemacht, einen SS-Führer um eine positive Beurteilung des Gesuchs zu bitten, die Wehrmacht habe darauf verschnupft reagiert: „Die SS soll die Zigeunerforschung selbst machen“.
Würth war nach eigenen Angaben das letzte Mal 1942 in der Rassenhygienischen Forschungsstelle, die zu diesem Zeitpunkt eine Verlagerung nach Mecklenburg diskutierte. Würth schlug die Anstalt im württembergischen Winnenden vor.

## Nachkriegszeit
Würth war nach dem Krieg bis zu seiner Pensionierung beim Statistischen Landesamt Baden-Württemberg als Beamter beschäftigt. Sein Kontakt zu Ritter ist mindestens bis in das Jahr 1947 belegt. Das erste Strafverfahren wegen Mordes gegen ihn und Sophie Ehrhardt wurde von der Staatsanwaltschaft Köln 1961 eröffnet und 1963 eingestellt. Das zweite Strafverfahren wiederum gegen Würth und Ehrhardt wurde 1986 eingestellt. Um 1983 gab er dem wissenschaftshistorisch arbeitenden Genetiker Benno Müller-Hill in seiner Privatwohnung ein längeres Interview, das dieser in dem Buch Tödliche Wissenschaft veröffentlichte. Darin äußerte sich Würth über seine Arbeit für die Rassenhygienische Forschungsstelle, leugnete aber den Zusammenhang zwischen Erfassungsarbeit und Einweisungen in Konzentrationslager.
In der Literatur etwa ab 1990 über die NS-Zigeunerforschung wird Würths Beitrag zum Völkermord an Sinti und Roma ebenso kritisch dargestellt wie in lokalgeschichtlichen Arbeiten zur Verfolgung von Sinti und Roma.
Auch in der für den Deutschen Bundestag erstellten Analyse über „Antiziganismus und Porajmos“ (2009) wird er ausdrücklich als einer der Mitverantwortlichen der NS-Zigeunerverfolgung genannt, der über Leben und Tod entschieden hat.

## Veröffentlichungen (Auswahl)
- Die Entstehung der Beugefurchen der menschlichen Hohlhand. Medizinische Dissertation Berlin 1937; auch in: Zeitschrift für Morphologie und Anthropologie. Band 36, 1937, Nr. 2, S. 187–214.
- Bemerkungen zur Zigeunerfrage und Zigeunerforschung in Deutschland. In: Anthropologischer Anzeiger, Stuttgart. August 1938.
- Die Zigeuner- und Zigeunermischlingsfrage in Deutschland. In: Öffentlicher Gesundheits Dienst. Teil A 1939/40. S. 36.